# Neorama
Neorama (griech.) bezeichnet eine Variante des Panoramas, bei welcher man, im Unterschied zum Diorama, von der Mitte eines Raumes aus ein Rundgemälde sieht, das das Innere eines Gebäudes darstellt. Ein Neorama kann von Figuren belebt und wechselnd illuminiert werden.
Der Franzose Jean-Pierre Alaux erfand diese Vorrichtung und stellte 1827 in Paris das erste Neorama, das Innere der Peterskirche in Rom, in einem eigens dazu errichteten Gebäude aus.
Weitere Panoramen sind Diorama, Georama, Myriorama, Kosmorama, Pleorama und Cyklorama.